# Napoléon Victor Bonaparte
Victor, Prinț Napoléon, al 4-lea Prinț de Montfort (Napoléon Victor Jérôme Frédéric Bonaparte; n. 18 iulie 1862 - d. 3 mai 1926) a fost pretendent bonapartist la tronul Franței din 1879 până la moartea sa în 1926. A fost cunoscut sub numele de Napoléon al V-lea de către susținătorii săi.

## Biografie

### Primii ani

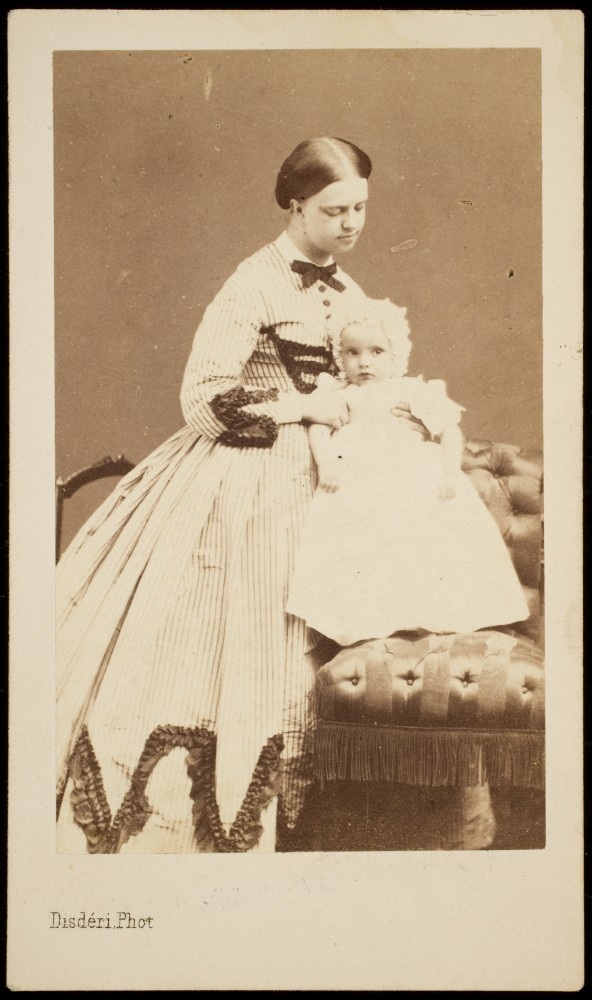
Prințul Victor copil

S-a născut la Palatul Regal din Paris în timpul celui de-Al Doilea Imperiu Francez ca primul copil al Prințului Napoléon și a soției acestuia, Prințesa Maria Clotilde de Savoia, fiica lui Victor Emmanuel al II-lea al Italiei. Curând au urmat doi frați mai mici: Prințul Louis (1864–1932) și Maria Letizia Bonaparte (1866–1926), care mai târziu a devenit Ducesă de Aosta. 
La momentul nașterii sale era al treilea în linia de succesiune la tronul Franței după Prințul Imperial și tatăl său. Imperiul a luat sfârșit în 1870 cu abdicarea împăratului Napoleon al III-lea al Franței.

### Moștenitor Bonaparte
A fost numit șef al casei Bonaparte la vârsta de 18 ani prin testamentul lui Prițului Imperial, care a murit în 1879. Astfel a devenit Napoleon al V-lea pentru susținătorii săi, deși Prințul Louis, fratele său mai mic, care era colonel în Garda Imperială Rusă era preferat de cei mai mulți bonapartiști.
Decizia Prințului Imperial de a trece peste tatăl Prințului Victor a dus la tensiuni în relația tată-fiu. În mai 1886 Republica Franceză a expulzat prinții fostelor dinastii guvernatoare și astfel Prințul Victor a părăsit Franța plecând în exil în Belgia.

### Afacerea Dreyfus
În momentul decesului președintelui Félix Faure, în timpul afacerii Dreyfus un număr de facțiuni politice au încercat să profite de perioada tulbure și Prințul Victor a anunțat o delegație din partea comitetului imperialist că va lua măsuri pentru a restabili Imperiul francez când va simți că timpul este favorabil. Pentru a realiza acest lucru, el a anunțat că se va plasa în capul mișcării, împreună cu fratele său Louis.  
Ducele de Orléans, pretendentul rival la tron, a avut de asemenea, forțe disponibile și au fost gata să treacă frontiera franceză în același timp cu forțele bonapartiste. În final A Treia Republică Franceză a supraviețuit uneia dintre cele mai grave crize ale sale.

### Familie

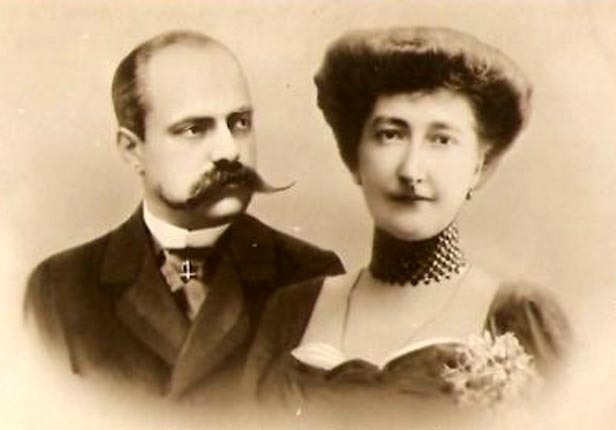
Prințul Victor Bonaparte și soția sa, Prințesa Clémentine a Belgiei.

La 10 noiembrie/14 noiembrie 1910, la Moncalieri, Prințul Victor s-a căsătorit cu Prințesa Clémentine a Belgiei (1872–1955), fiica cea mică a regelui Leopold al II-lea al Belgiei și a Marie Henriette de Austria. Cuplul a avut doi copii:
- Prințesa Marie Clotilde Eugénie Alberte Laetitia Généviève Bonaparte (1912–1996); căsătorită cu contele Serge de Witt; au avut copii.
- Prințul Louis Napoléon (1914–1997)

### Deces
Prințul Victor a murit la 3 mai 1926 la Bruxelles la vârsta de 63 de ani. A fost succedat ca șef al Casei Bonaparte de singurul său fiu, Prințul Louis.